# Traminda ocellata
Traminda ocellata är en fjärilsart som beskrevs av W. Warren 1895. Traminda ocellata ingår i släktet Traminda och familjen mätare. Inga underarter finns listade i Catalogue of Life.